# Ключ 12
| 八                     | 八                | 八                |
| ---------------------- | ----------------- | ----------------- |
| 11                     | 12                | 13                |
| Піньінь:               | bā                | bā                |
| Чжуїнь:                | ㄅㄚ              | ㄅㄚ              |
| Вейд-Джайлз:           | pa1               | pa1               |
| Ютпхін:                | baat3             | baat3             |
| Он:                    |                   |                   |
| Кун:                   |                   |                   |
| Кандзі:                | 八頭 hachigashira | 八頭 hachigashira |
| Хун:                   | 여덟 yeodeol      | 여덟 yeodeol      |
| Им:                    | 팔 pal            | 팔 pal            |
| Індекс у Вікісловнику: | 八                | 八                |

Ключ 12 — ієрогліфічний ключ, що означає вісім або все, один із 23 (загалом існує 214) ключів Кансі, що складаються з двох рисок. «八» являє собою дві зігнуті лінії, що зображають ділення. 8 — це цифра, яку можна поділити на 2 максимальну кількість разів — три.
Словник Кансі містить 44 символи із 40 000, що використовують цей ключ.

## Похідні
- ハ

- Китайська цифра 八 (8)
  - Попередня: 七
  - Наступна: 九

## Символи, що використовують ключ 12

Як писати ієрогліф.

| додаткових рисок | приклади           |
| ---------------- | ------------------ |
| 0 рисок          | 八                 |
| 2 риски          | 公, 六, 兮, 兯, 六 |
| 3 риски          | 兰                 |
| 4 риски          | 共, 兲, 关, 兴     |
| 5 рисок          | 㒵, 㒶, 㒷, 兵     |
| 6 рисок          | 其, 具, 典         |
| 7 рисок          | 㒸, 兹, 养         |
| 8 рисок          | 兺, 兼             |
| 9 рисок          | 兽                 |
| 11 рисок         | 兾, 兿             |
| 14 рисок         | 冀                 |
| 16 рисок         | 冁                 |
| 18 рисок         | 㒹                 |

## Етимологія
Вважають, що початкова піктограма, яка означає "ділити", зображує поділ тіла на лівий і правий боки.

написи на віщувальних кістках
Цзіньвень
Дачжуань
Сяочжуань

У багатьох випадках цей ключ розміщений в ієрогліфі зверху (канмурі).